# Pi Arietis
Pi Arietis (π Ari) est un système d'étoiles quadruple de la constellation zodiacale du Bélier. Il est visible à l'œil nu avec une magnitude apparente combinée de 5,24.

## Nomenclature et histoire

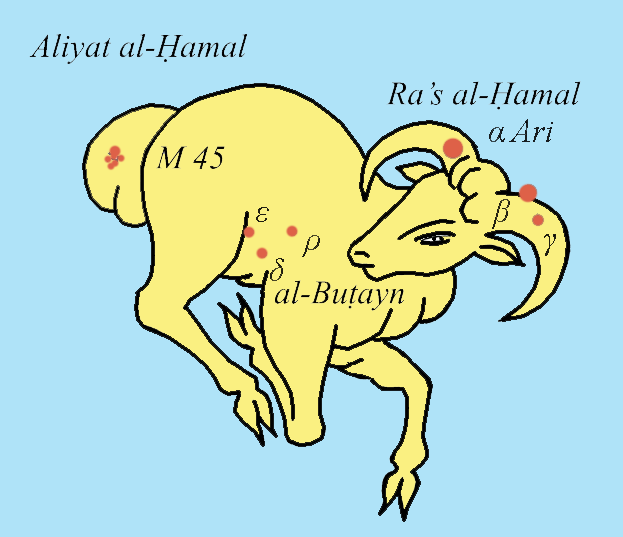
La figure de الحمل al-Ḥamal, « l'Agneau », dans le ciel arabe traditionnel.

π Arietis, latinisé Pi Arietis, est la désignation de Bayer de l'étoile. Elle porte également la désignation de Flamsteed de 42 Arietis.
Al Butain I est le nom porté par π Ari dans certains catalogues contemporains. C’est l'arabe بطين (buţain), diminutif de بطن (baţn), « ventre », qui existe dans les calendriers arabes traditionnels et s’applique au groupe ερζ Ari dans la figure de الحمل « l’Agneau » arabe, c’est-à-dire non pas la figure du Bélier gréco-arabe, adopté par les astronomes avec la traduction de la Μαθηματική σύνταξις de Claude Ptolémée, et qui porte le même nom, mais de la figure de UDU = Immeru, « l’Agneau mâle » venu de Mésopotamie par la voie aranéenne[Quoi ?] tel qu’il figure dans le calendrier traditionnel des Manāzil al-qamar. Ce nom s'explique par le fait que la figure de الحمل (al-ḥamal), littéralement « l'Agneau mâle de moins d'un an », est plus grand que celui que nous connaissons par les Grecs, puisque les Pléiades sont situées sur sa Queue (arabe الألية, al-Aliya),. Revevé[Quoi ?] dans la transcription ’Al-Buţain’ à partir des textes arabes, notamment le traité de ᶜAbd al-Raḥmān al-Ṣūfī (964), par Richard Hinckley Allen (1899), il est repris comme nom par Jack W. Rhoads (1971) pour les étoiles du groupe πρεζ Ari, numérotées dans l’ordre de I à IV et passe ainsi sur la toile.